# Liste d'élections en 1834
Chronologie des élections
- 1830
- 1831
- 1832
- 1833
- 1834
- 1835
- 1836
- 1837
- 1838

Cet article recense les élections organisées durant l'année 1834.

Au début des années 1830, le Royaume-Uni, les États-Unis, la France, la Norvège et la Belgique procèdent à des élections nationales régulières, toutes au suffrage censitaire masculin.
En 1834, l'Espagne et le Portugal renouent chacun avec un régime de monarchie libérale et constitutionnelle après une période d'absolutisme, et organisent également des élections.

## Élections nationales en 1834
| Date                             | État       | Élection ou référendum                    | Contexte | Résultat |
| -------------------------------- | ---------- | ----------------------------------------- | --- | --- |
| 21 juin                          | France     | Législatives                              | Élections anticipées. Le roi Louis-Philippe a dissous la Chambre des députés dans l'espoir que les élections consolideront la majorité orléaniste à la Chambre. C'est la période de la monarchie de Juillet. | Le Parti de la résistance (centre-droit libéral-conservateur, orléaniste, issu principalement du mouvement des Doctrinaires) accroît sa majorité absolue des sièges. Le roi nomme le maréchal Étienne Gérard président du Conseil des ministres. Les deux autres principaux partis à la Chambre sont le Parti du mouvement (centre-gauche orléaniste, progressiste), et le Tiers parti (centriste). Les Légitimistes (droite contre-révolutionnaire, anti-orléaniste) perdent l'essentiel de leurs sièges. |
| 30 juin                          | Espagne    | Législatives (en)                         | La mort du roi Ferdinand VII en septembre 1833 a mis fin à la « Décennie abominable » de monarchie absolue et répressive. Sa veuve, la régente Marie-Christine, rétablit par statut royal un régime libéral et permet la tenue d'élections. À partir d'avril 1834, la France, le Royaume-Uni et le Portugal soutiennent ce régime libéral attaqué par les absolutistes dans le cadre de la Première Guerre carliste. | Le Parti modéré (centre-droit libéral) remporte la majorité absolue des sièges face au Parti progressiste (centre-gauche libéral et laïc). Francisco Martínez de la Rosa (modéré) demeure Premier ministre, titre qu'il est le premier à porter depuis janvier. |
| 13 - 27 juillet                  | Portugal   | Législatives (en)                         | La guerre civile a contraint le roi Michel Ier à l'exil et restauré un régime de monarchie constitutionnelle et libérale, avec Marie II pour monarque. | Parlement sans majorité. Les Chartistes (droite libéral-conservatrice, favorable à la Charte constitutionnelle rétablie) sont la principale faction. La fonction de Premier ministre, créée en septembre, est attribuée à Pedro de Sousa Holstein (chartiste). |
| 7 juillet 1834 - 5 novembre 1835 | États-Unis | Législatives (chambre (en) et sénat (en)) | | Voir l'article : Liste d'élections en 1835. |

## Élections en subdivisions nationales en 1834
Cette section concerne les élections législatives dans un État fédéré, une subdivision territoriale ou une colonie d'un État souverain, ainsi que leurs principaux référendums.
| Date     | Subdivision           | État                     | Élection ou référendum | Contexte | Résultat |
| -------- | --------------------- | ------------------------ | ---------------------- | -------- | --- |
| 28 avril | Saxe-Cobourg et Gotha | Confédération germanique | Législatives (de)      |          | Cette section est vide, insuffisamment détaillée ou incomplète. Votre aide est la bienvenue ! Comment faire ? |